# Stenopogon rufescens
Stenopogon rufescens är en tvåvingeart som beskrevs av Oskar Theodor 1980. Stenopogon rufescens ingår i släktet Stenopogon och familjen rovflugor.
Artens utbredningsområde är Israel. Inga underarter finns listade i Catalogue of Life.